# Hoàng Khuê
Hoàng Khuê (chữ Hán: 黄奎, bính âm: Huang Kui; ??-211) là một nhân vật hư cấu trong tiểu thuyết lịch sử Tam Quốc diễn nghĩa của nhà văn La Quán Trung, trong tiểu thuyết này, Hoàng Khuê xuất hiện tại Hồi 57 và được giới thiệu là một viên quan Thị lang của triều đình nhà Hán và vốn có nhiều bất mãn với Tào Tháo. Khi biết tin Mã Đằng vào kinh, Hoàng Khuê biết được âm mưu của Tào Tháo định giết Mã Đằng nên đã đem bàn và cùng với Mã Đằng mưu phản nhưng vụ việc bị bại lộ và bị Tào Tháo giết chết.

## Thân thế
Hoàng Khuê là quan Thị lang trong triều và sau này kiêm chức Hành quân tham mưu, có cha là Hoàng Uyển, chết về nạn Lý Thôi, Quách Dĩ, có vợ lẽ là Lý Xuân Hương và có một người em của vợ cả tên là Miêu Trạch. Xuân Hương và Miêu Trạch có quan hệ tư tình với nhau nhưng Hoàng Khuê không hề biết. Hoàng Khuê vốn tức giận Lý Thôi và sau đó là bất mãn với Tào Tháo. Ở trong triều Hoàng Khuê biết được nhiều thông tin mật như việc Tào Tháo định ám sát Mã Đằng.

## Lập mưu
Năm 211, Mã Đằng cùng Mã Hưu, Mã Thiết và Mã Đại về Hứa Đô, Tào Tháo phong Hoàng Khuê làm Hành quân tham mưu và sai ra đón đoàn để tiếp đãi và thương lượng với Mã Đằng. Hoàng Khuê biết âm mưu định ám hại của Tào Tháo và cũng biết được Mã Đằng từng tham gia vào vụ mưu sát Tào Tháo trước đó nên đã tiết lộ ý định của Tào Tháo cho Mã Đằng đồng thời bàn kế phối hợp mưu hại Tào Tháo. Hai người bàn định đâu đó, Hoàng Khuê từ biệt trở về, trông dáng hãy còn tức giận.

## Bị lộ
Lý Xuân Hương dò hỏi câu chuyện hai ba lần, Khuê nhất định không nói. Miêu Trạch đang muốn lấy Xuân Hương nhưng chưa nghĩ được kế gì. Đêm hôm ấy, Hoàng Khuê đến buồng Xuân Hương, cô ta liền buông lời khêu gợi. Khuê nhân lúc này còn say rượu, nói tuột rằng: "Nàng là đàn bà, còn biết kẻ tà người chính, huống chi là ta? Ta muốn giết chết ngay thằng Tào Tháo đi mới hả dạ!". Xuân Hương hỏi tiếp: "Muốn giết thì làm kế gì?" Hoàng Khuê tiết lộ luôn rằng: "Ta đã hẹn với Mã Đằng, ngày mai đến dưới thành thừa cơ giết ngay nó tại chỗ điểm binh".
Xuân Hương đem chuyện nói với Miêu Trạch, Miêu Trạch lập tức mật báo cho Tào Tháo kế hoạch này, đổi lại xin Tào Tháo cho phép Miêu Trạch được cưới Xuân Hương. Tào Tháo biết được kế hoạch này lập tức bắt giam cả nhà Hoàng Khuê, ra lệnh cho Tào Hồng, Hứa Chử, Từ Hoảng, Hạ Hầu Uyên dàn quân phục kích Mã Đằng.

## Bị giết
Sau khi cất được mẽ lưới, Tào Tháo sai trói điệu bố con Mã Đằng và Hoàng Khuê đem vào hỏi. Hoàng Khuê kêu là vô tội nhưng Tào Tháo đã cho gọi Miêu Trạch ra làm chứng, khiến sự việc không thể chối cãi. Mã Đằng trách mắng Hoàng Khuê rằng: "Đồ hủ nho kia! Vì mày mà lỡ việc của tao. Tao không giết được giặc để trừ hại cho nước là do lòng trời!". Cuối cùng tất cả đều bị chém, kể cả Xuân Hương và Miêu Trạch vì bất nghĩa. Chỉ có Mã Đại giả lái buôn thoát được về Tây Lương báo tin cho Mã Siêu và sau đó là trận chiến Đồng Quan nỗ ra để báo thù cho Mã Đằng.